# David Davis (Unternehmer)
David Davis jun. (* 1821; † 12. November 1884 in Ferndale) war ein walisischer Unternehmer.
Davis war der älteste Sohn des Bergbaupioniers David Davis und seiner Frau Mary Lewis. Sein Vater war ursprünglich Lebensmittelhändler, und als er in den 1840er Jahren zunehmend Bergbauunternehmer wurde, erwarb er für seinen ältesten Sohn ein Geschäft in Trecynon bei Aberdare. Als sein Vater in den 1850er Jahren seine unternehmerischen Tätigkeiten in den südwalisischen Valleys ausdehnte, verkaufte Davis sein Geschäft und unterstützte seinen Vater beim Betrieb seiner Kohlebergwerke, während sein jüngerer Bruder Lewis den Verkauf der Kohlen in Cardiff übernahm.
Anfang 1866 übergab sein Vater ihm und seinen drei Brüdern den Betrieb der Firma, zu der Kohlebergwerke in Aberdare und Ferndale gehörten. Die Brüder führten den Betrieb zunächst als Davis and Sons gemeinsam weiter. Davids Bruder William zog sich jedoch bereits 1867 aus dem Unternehmen zurück, und als sein Bruder Frederick 1876 starb, führte David zusammen mit Lewis den Betrieb weiter. Obwohl es 1867 und 1869 zu zwei schweren Bergwerksunglücken in der Ferndale Colliery kam, galten er und seine Brüder als gute Arbeitgeber. Während der Streiks der Bergarbeiter 1871 und 1875 verzichtete er auf Aussperrungen und war anschließend zweiter Vorsitzender des Schlichtungsausschusses, der den Arbeitskampf von 1875 beilegte. Neben seinen Bergwerken erwarb er Beteiligungen an Schiefersteinbrüchen im nordwestwalisischen Merioneth, wo er Arthog Hall als seinen Wohnsitz errichtete. Um das Monopol des Marquess of Bute, der durch den Hafen von Cardiff und die Taff Vale Railway den Kohleexport kontrollierte, zu brechen, beteiligte er sich mit seinem Bruder und mit David Davies an der Errichtung des Hafens von Barry und an der Barry Railway.
David dagegen engagierte sich stärker als sein Vater politisch und gesellschaftlich. 1868 bewegte er Henry Richard dazu, als Abgeordneter für den Wahlkreis Merthyr Tydfil zu kandidieren. Als Richard Fothergill bei der Parlamentswahl 1880 nicht mehr kandidierte, war Davis als Kandidat der Liberal Party im Gespräch. 1879 diente er als Sheriff für Merionethshire, dazu war er Friedensrichter von Merionethshire und Glamorgan. Daneben unterstützte er großzügig das 1872 gegründete University College Wales in Aberystwyth, das South Wales College in Cardiff und die von der Wesleysianischen Kirche kurzzeitige abgespaltene Wesleyan Reform Connexion. 1884 erkrankte er und starb im Haus seines Bruders Lewis in Ferndale. Er wurde in Aberdare begraben.
Davis war verheiratet und hatte zwei Töchter:
- Mary Davis († 1871) ⚭ Henry Thomas Edwards (1837–1884)
- Catherine ⚭ Sir Francis Edwards, 1. Baronet (1852–1927)